# ECrew Development Program

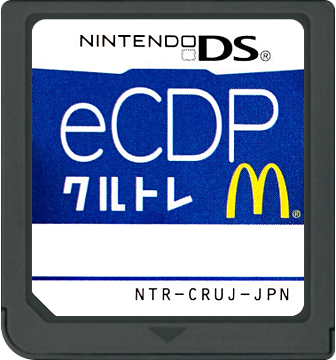
Cartridge se hrou eCrew Development Program

eCrew Development Program (eCDP, japonsky クルトレ eCDP) je výuková hra pro Nintendo DS, která byla využívána k trénování nových pracovníků ve fastfoodové síti McDonald's v Japonsku. Hra byla vydána v roce 2010 pro japonskou divizi McDonald's, s cílem rozdistribuovat ji do zhruba 3700 poboček, spolu se speciální edicí herních konzolí Nintendo DSi s logem McDonald's do konce roku 2010. Kolik her a kolik konzolí nakonec rozdistribuováno není známé, stejně tak není známé kdy se hra přestala na pobočkách k edukaci nových pracovníků využívat. Hra byla vydána pouze pro McDonald's a nikdy neměla být určena pro veřejnost. Kdo hru vytvořil není známé, ale je známé, že rozpočet na vývoj byl 200 miliónů japonských jenů.
Spolu se hrou eCrew Development Program byla do McDonald's distribuována i další hra pro Nintendo DS s názvem eSmart, které nejspíše vyšla ve dvou verzích. Hra eSmart byla podobná eCrew Development Program, ale sloužila pro zkušenější zaměstnance McDonald's na procvičení již nabytých zkušeností. Není známo, zda se nějaká cartridge s touto hrou dochovala.
V roce 2020 byla v online internetové aukci na japonské webové stránce Yahoo! Japan prodávána cartridge se hrou eCrew Development Program, spolu se speciální McDonald's edicí Nintenda DSi. Cartridge i konzoli za 300 tisíc japonských jenů (zhruba 50 tisíc Kč) zakoupil americký youtuber Nick Robinson, který z cartridge stáhl herní soubory a nahrál je na internet, čímž hru zveřejnil veřejnosti.

## Popis hry
Hra učí hráče, jak připravit a podávat jídla podávaná v McDonald's a obsloužit zákazníky pomocí interaktivní videohry. Hra také obsahuje kvízy a profily pro manažery, kteří mohou sledovat skóre svých zaměstnanců, a také celou řadu videí natočených ve skutečném provozu McDonald's.
Hru lze spustit jen po zadání kódu, který byl určen pro jednotlivé pobočky McDonald's.